# Lukas Pélissier
Pour les articles homonymes, voir Pélissier.
Lukas Pélissier est un acteur français, né le 3 octobre 2005.

## Biographie
Né le 3 octobre 2005, Lukas Pélissier est sourd de naissance et pratique la langue des signes comme ses parents également sourds.
En 2012, à sept ans, il rencontre la réalisatrice Roselyne Bosch pour un essai de casting du film Avis de mistral (2014) aux côtés de Jean Reno. Roselyne Bosch ne regrette pas de l'avoir engagé : « il était vif, plein d’humour. Déterminé. Lukas, il a vingt-cinq ans dans sa tête. Je l’ai vu aller au combo, rechercher ses prises. Regarder, puis dire en langue des signes : « J’ai été imprécis ». Et me demander de la refaire ».

## Filmographie

### Cinéma
- 2014 : Avis de mistral de Roselyne Bosch : Théo